# Хунси
Чжу Гаочи́ (кит. 朱高熾, Zhū Gāochì; 16 августа 1378 — 29 мая 1425) — 4-й император Китая из династии Мин, правил с 7 сентября 1424 года по 29 мая 1425 года. Старший сын и преемник императора Чжу Ди. Его девиз правления Хунси (洪熙, Hóngxī) можно перевести как «Великое сияние». Посмертное храмовое имя — Император Жэнь-цзун династии Мин (明仁宗, Míng Rénzōng).

## Биография
Родился 16 августа 1378 года. В детстве отличался слабым физическим развитием и плохим здоровьем; из-за этого занятиям военной подготовкой он предпочитал изучение китайской классической литературы. Получил хорошее конфуцианское образование. Как показали последующие события, в военном искусстве Чжу Гаочи тоже разбирался: в ноябре 1399 года (когда его отец Чжу Ди вёл борьбу за власть со своим племянником, императором Чжу Юньвэнем) он умело организовал оборону Пекина против войск посланного императором генерала Ли Цзинлуна.
После того, как Чжу Ди занял императорский престол, Чжу Гаочи нередко выступал в качестве регента в Нанкине или Пекине во время военных походов своего отца в Монголию. Именно Чжу Гаочи было поручено организовывать шестую морскую экспедицию в 1421 году под руководством адмирала Чжэн Хэ.
Вступив на престол, Чжу Гаочи приступил к масштабным реформам. Он жёстко ограничил государственные расходы, улучшил финансовое положение империи, снизил налоговое бремя, реорганизовал государственный аппарат (отправляя в отставку коррумпированных или неспособных чиновников и, наоборот, продвигая наиболее способных, отдавая предпочтение конфуцианским учёным из академии Ханьлинь). По указанию Чжу Гаочи был пересмотрен ряд судебных вердиктов, принятых в предыдущее правление; был освобождён из тюрьмы ряд сановников, в том числе бывший министр финансов Ся Юаньцзи, арестованный в 1421 году.

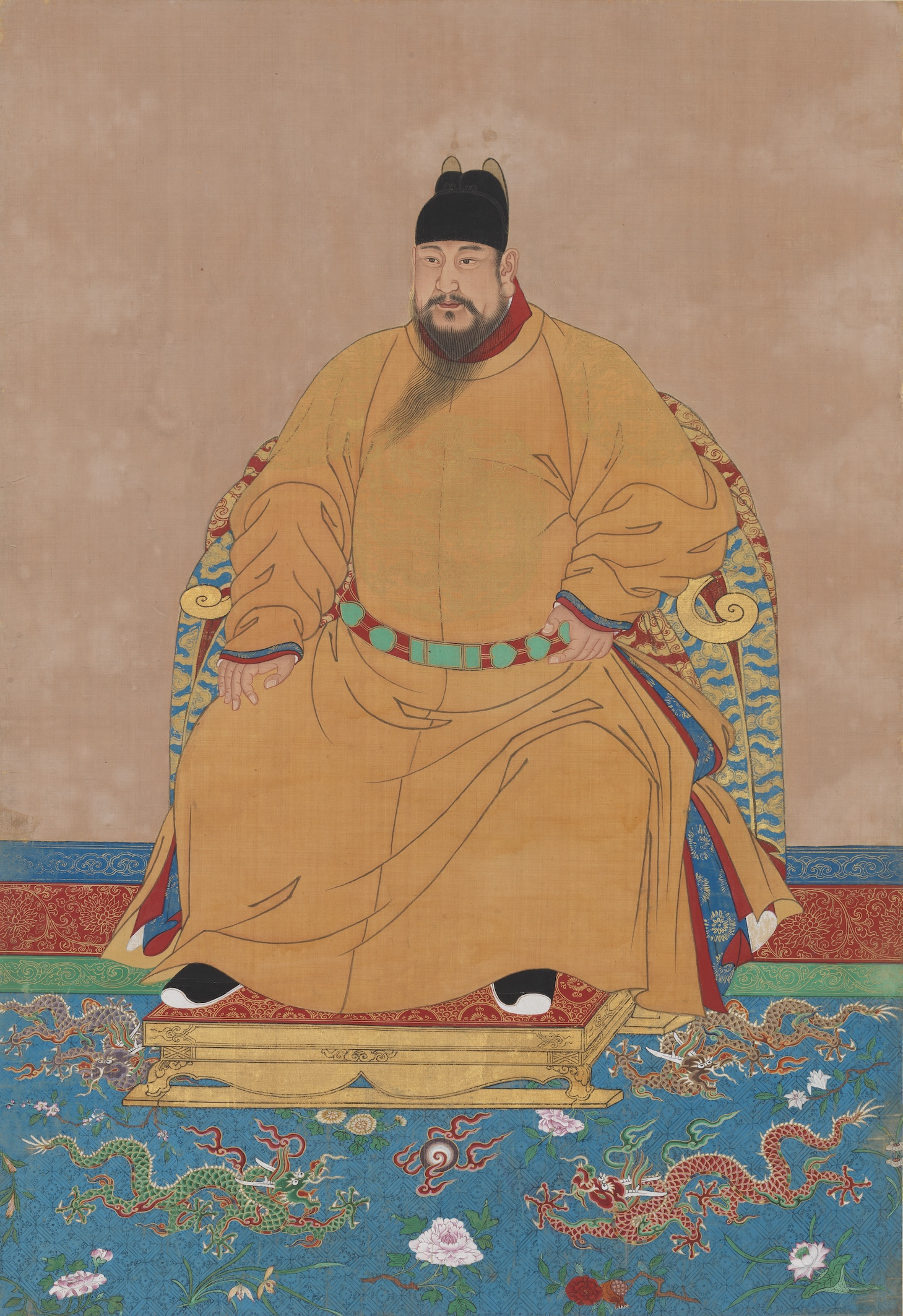

Уже в день своего вступления на престол Чжу Гаочи ввёл постоянный запрет на заморские экспедиции (ещё его отец в 1421 году приостановил такие экспедиции в связи с их высокой стоимостью для государственной казны, но лишь временно), приказав сжечь флот. Он прекратил меновую торговлю с монголами (у которых ранее китайцы приобретали лошадей в обмен на чай) и государственные закупки золота и жемчуга в провинциях Юньнань и Цзяочжи (создана в 1407 году на захваченных империей Мин вьетнамских землях).
Между тем главной проблемой империи оставалось положение в Цзяочжи, где в октябре 1424 года возобновились боевые действия повстанческой армии Ле Лоя (приостановленные было в мае 1423 года по перемирию, заключённому вьетами с минской армией). Чжу Гаочи склонялся было к мысли отступиться от Вьетнама и признать Ле Лоя правителем этой страны, но в конце концов курс на продолжение войны возобладал. Война складывалась для минских оккупантов неудачно: за полгода возобновившихся боёв повстанцы существенно улучшили своё положение, овладев почти всей областью Нгеан.
В апреле 1425 года Чжу Гаочи распорядился о возвращении столицы империи из Пекина в Нанкин (бывший столицей до 1421 года). Но это решение он не успел провести в жизнь: 29 мая 46-летний император неожиданно скончался в своём пекинском дворце — предположительно, от сердечного приступа (Чжу Гаочи вообще отличался слабым здоровьем, страдая ожирением и болезнью ног).

### Семья и дети
Чжу Гаочи (Хунси) имел десять сыновей и семь дочерей.
- 1-й сын Чжу Чжаньцзи (1398—1435) стал пятым императором династии Мин (1425—1435).

- 2-й сын Чжу Чжанцзюнь (1404—1466) в 1424 году стал князем чжэньским (Чжэн-ваном) и в 1429 г. получил во владение Фэнсян (провинция Шэньси).

- 5-й сын Чжу Чжаньшань (1406—1478) в 1424 году стал князем сянским (Сян-ваном) и в 1429 г. получил во владение Чаншу (провинция Хунань).

- 6-й сын Чжу Чжаньган (? — 1453) в 1424 году назначен цзинским князем (Цзин-ваном) и получил в 1429 г. во владение Цзяньчан (провинция Цзянси).

- 7-й сын Чжу Чжаньао (1409—1446) в 1424 году назначен князем хуайским (Хуай-ваном) и в 1429 г. получил во владение Шаочжоу (провинция Гуандун).

- 9-й сын Чжу Чжаньцзи (1411—1441) в 1424 году стал князем лянским (Лян-ваном) и получил в 1429 г. во владение Аньлу (провинция Хубэй).